# Vester Nebel Sogn (Esbjerg Kommune)
 For alternative betydninger, se Vester Nebel Sogn. (Se også artikler, som begynder med Vester Nebel Sogn)
Vester Nebel Sogn er et sogn i Skads Provsti (Ribe Stift).
I 1800-tallet var Vester Nebel Sogn anneks til Bryndum Sogn. Begge sogne hørte til Skast Herred i Ribe Amt. De dannede i 1842 Bryndum-Vester Nebel sognekommune. Den blev i 1943 delt, så hvert sogn blev en selvstændig sognekommune. I 1969 blev både Bryndum og Vester Nebel indlemmet i Esbjerg købstad, som ved kommunalreformen i 1970 blev kernen i Esbjerg Kommune.
I Vester Nebel Sogn ligger Vester Nebel Kirke.
I sognet findes følgende autoriserede stednavne:
- Amhøje (areal)
- Hygum (bebyggelse, ejerlav)
- Lifstrup (bebyggelse, ejerlav)
- Lifstrup Hede (bebyggelse)
- Nebel Bæk (vandareal)
- Schæfergårde (bebyggelse)
- Skærbæk (bebyggelse)
- Søhale (bebyggelse)
- Vester Nebel (bebyggelse, ejerlav)
- Vestervad (bebyggelse)
- Ølufvad (bebyggelse)